# Richard Galliano
Richard Galliano (Cannes, 12 de diciembre de 1950) es un compositor musical y acordeonista franco-italiano de jazz. 

## Biografía
Comenzó tocando el piano y el acordeón con su padre, Lucien Galliano, un italiano asentado en Niza. Después amplió sus estudios con el profesor Claude Noël, que le introdujo en el mundo del jazz. Siguió sus estudios musicales en el Conservatorio de Niza, dirigido entonces por el organista Pedro Cochereau. Allí tomó clases de contrapunto, armonía y trombón.

## Galliano y Piazzolla
En 1983, Astor Piazzolla invita a Richard Galliano como primer solista de bandoneón en una comedia francesa inspirada en el Sueño de una noche de verano (de William Shakespeare) con música original de Piazzolla escrita sobre una puesta en escena de Jorge Lavelli. Este fue el principio de una gran amistad entre los dos músicos, que duró hasta la muerte de Astor Piazzolla en 1992.

## Otras colaboraciones
Ha colaborado, entre otros, con George Mraz, Al Foster, Juliette Gréco, Charles Aznavour, Ron Carter, Chet Baker, Enrico Rava, Martial Solal, Miroslav Vitous, Trilok Gurtu, Jan Garbarek, Michel Petrucciani, Michel Portal, Wynton Marsalis y Toots Thielemans.

## Premios y reconocimientos
Entre otros, ha recibido:
- Primer Premio Trofeo Mundial en 1966 (Valencia) y en 1967 (Calais).
- Primer Premio del presidente de la República 1968 (Charles de Gaulle).
- Premio Django Reinhardt otorgado por La Academia del jazz francés.
- Mejor Músico de Jazz del año 1993.

## Discografía
Discos con Francis Dreyfus:
- Viaggio (1993), con Charles Bellonzi, Pierre Michelot y Biréli Lagrène.
- Laurita (1995), con Palle Danielsson y Joey Baron, e invitados Michel Portal, Toots Thielemans y Didier Lockwood.
- New York Tango (1996), con Biréli Lagrène, George Mraz y Al Foster.
- Panmanhattan (re-release) (1996), con Ron Carter.
- Blow Up (1997), con clarinete, soprano saxofón y bandoneón player Michel Portal.
- French Touch (1998), con Michel Portal, J. F. Jenny-Clark y Daniel Humair (primera sesión; May 1998), y André Ceccarelli, Remi Vignolo y J. M. Ecay (segunda sesión; junio de 1998)
- Spleen (1999)
- Passatori (1999)
- Gallianissimo! — The best of Richard Galliano (2001).
- Face to Face (2001), con el organista Eddy Louiss.
- Piazzolla Forever (2003), con string quartet, piano y contrabajo.
- Concerts (2004), con Michel Portal.
- Ruby, My Dear (2005), con Larry Grenadier y Clarence Penn, con el New York Trio.
- Luz Negra (2006)
- Mare Nostrum (2007), con Jan Lundgren y Paolo Fresu.
- L'Hymne a l'amour (2007), con Gary Burton, George Mraz, Clarence Penn.
- Love Day (2008)